# Histoire de la Roumanie au Haut Moyen-Âge
Le haut Moyen Âge en Roumanie débute avec le retrait des troupes romaines et de l’administration de la province de la Dacie dans les années 270. Durant le millénaire suivant, une succession de peuples – dont la plupart ne contrôlent que deux ou trois des dix grandes régions historiques qui composent aujourd’hui la Roumanie – s’installe sur le territoire. Cette période est marquée par des transformations fondamentales de la société et de la culture. La vie urbaine disparaît en Dacie après le départ des Romains, et dans la Scythie Mineure– l’autre province romaine correspondant à une partie du territoire roumain actuel– environ quatre siècles plus tard. La céramique fine, produite à l’aide de tours rapides, laisse place à une poterie façonnée à la main dès les années 450. Les rites funéraires alternent à plusieurs reprises entre la crémation et l’inhumation, jusqu’à ce que cette dernière devienne dominante à la fin du Xe siècle siècle.
Les premiers arrivants sont les Germains orientaux – les Goths et les Gépides – qui vivent en communautés sédentaires. Les Goths dominent la Moldavie, la Valachie à partir des années 290, ainsi qu’une partie de la Transylvanie à partir des années 330. Leur pouvoir s’effondre sous les attaques des Huns, peuple nomade, en 376. Les Huns contrôlent une grande partie de l’Europe de l'Est et de l’Europe centrale vers 400, mais leur empire se désintègre en 454. Par la suite, les régions situées à l’ouest des monts Carpates – le Banat, la Crișana et la Transylvanie – ainsi que l’Olténie passent sous la domination des Gépides. En moins d’un siècle, les territoires à l’est des Carpates deviennent des centres majeurs pour les Antes et les Sklavènes. L’origine slave de nombreux hydronymes et toponymes à l’ouest des Carpates atteste également la présence des Slaves anciens dans cette région.
Les Avars, peuple nomade, soumettent les Gépides en 568 et dominent le bassin des Carpates jusqu’à environ 800. Les Bulgares fondent également un puissant empire dans les années 670, qui comprend la Dobroudja et d’autres territoires le long du Danube inférieur. La Bulgarie adopte officiellement la variante orthodoxe orientale du christianisme en 864. Un conflit armé entre la Bulgarie et les Hongrois pousse ces derniers à quitter les steppes pontiques et à entamer la conquête hongroise du bassin des Carpates vers 895. Cette invasion donne lieu à la première mention, rapportée quelques siècles plus tard dans la Gesta Hungarorum, d’une entité politique dirigée par un duc roumain nommé Gelou. La même source mentionne également la présence des Sicules en Crişana vers 895. Les premières sources contemporaines évoquant la présence de Roumains– alors appelés Valaques– sur le territoire de l’actuelle Roumanie datent des XIIe et XIIIe siècles siècles. Des mentions de Valaques vivant au sud du Danube inférieur abondent également à cette époque.
Le Banat, la Crişana et la Transylvanie sont intégrés au royaume de Hongrie au XIe siècle siècle. Ces régions subissent des incursions de pillage de la part des nomades Petchénègues et Coumans, qui dominent les plaines situées à l’est des Carpates. À partir des années 1150, les rois de Hongrie favorisent l’immigration de colons venus d’Europe occidentale en Transylvanie. Leurs descendants, appelés plus tard Saxons de Transylvanie, obtiennent des privilèges collectifs dès 1224. En raison de l’installation des Saxons dans leurs anciens territoires, les Sicules sont déplacés vers les zones les plus orientales du royaume. L’émergence de l’Empire mongol dans les steppes eurasiennes au début du XIIIe siècle siècle a des conséquences durables sur l’histoire régionale. Les Mongols soumettent les Coumans dans les années 1230 et détruisent de nombreuses localités du royaume de Hongrie lors des invasions de 1241 et 1242, marquant ainsi la fin du haut Moyen Âge.

## Contexte historique

### Provinces romaines et peuples autochtones

Provinces romaines sur les territoires correspondant à la Roumanie actuelle au II siècle

Les contacts entre l’Empire romain – qui devient le plus vaste empire de l’histoire de l’Europe – et les populations locales des régions correspondant aujourd’hui à la Roumanie commencent au IIe siècle siècle av. J.-C. Ces territoires sont alors habités par les Daces, les Bastarnes et d’autres peuples, dont les incursions menacent les frontières de l’Empire. Les Romains tentent d’abord de sécuriser leurs frontières par divers moyens, notamment par la création de zones tampons. Ils finissent par estimer que l’annexion des territoires de ces farouches Barbares constitue la meilleure solution. Le territoire des Gètes, situé entre le Danube et la mer Noire (actuelle Dobroudja), est le premier à être intégré à l’Empire. Il est rattaché à la province romaine de la Mésie en 46 apr. J.-C..
Le Danube inférieur marque la frontière entre l’Empire et le « Barbaricum » jusqu’à ce que l’empereur Trajan décide d’étendre les limes sur les territoires contrôlés par le royaume dace. Il atteint cet objectif à l’issue de deux guerres daciques, dont la seconde aboutit à l’anéantissement de l’État dace et à la création de la province de Dacie en 106., Celle-ci comprend l’Oltenie et de vastes portions du Banat, de la Transylvanie et de la Valachie. De nombreux colons « venus de tout l’Empire romain » s’installent dans la nouvelle province dans les décennies suivantes,.
La Dacie se trouve au-delà des frontières naturelles de l’Empire. Elle est entourée de tribus autochtones installées dans les régions de Crișana, du Maramureș et de la Moldavie, aujourd’hui intégrées à la Roumanie. À partir des années 230, la province est la cible de pillages perpétrés par des peuples voisins, notamment les Carpes et les Sarmates ; les Goths s’y ajoutent à partir des années 250,,. Dans un objectif défensif, les frontières sont progressivement raccourcies, et le retrait des légions romaines de Dacie débute dans les années 260. La province cesse officiellement d’exister sous le règne de l’empereur Aurélien (270–275), qui « retire les Romains des villes et des campagnes de Dacie »,. Des garnisons restent cependant stationnées sur la rive nord du fleuve, notamment à Drobeta et à Sucidava.

### Origine des Roumains

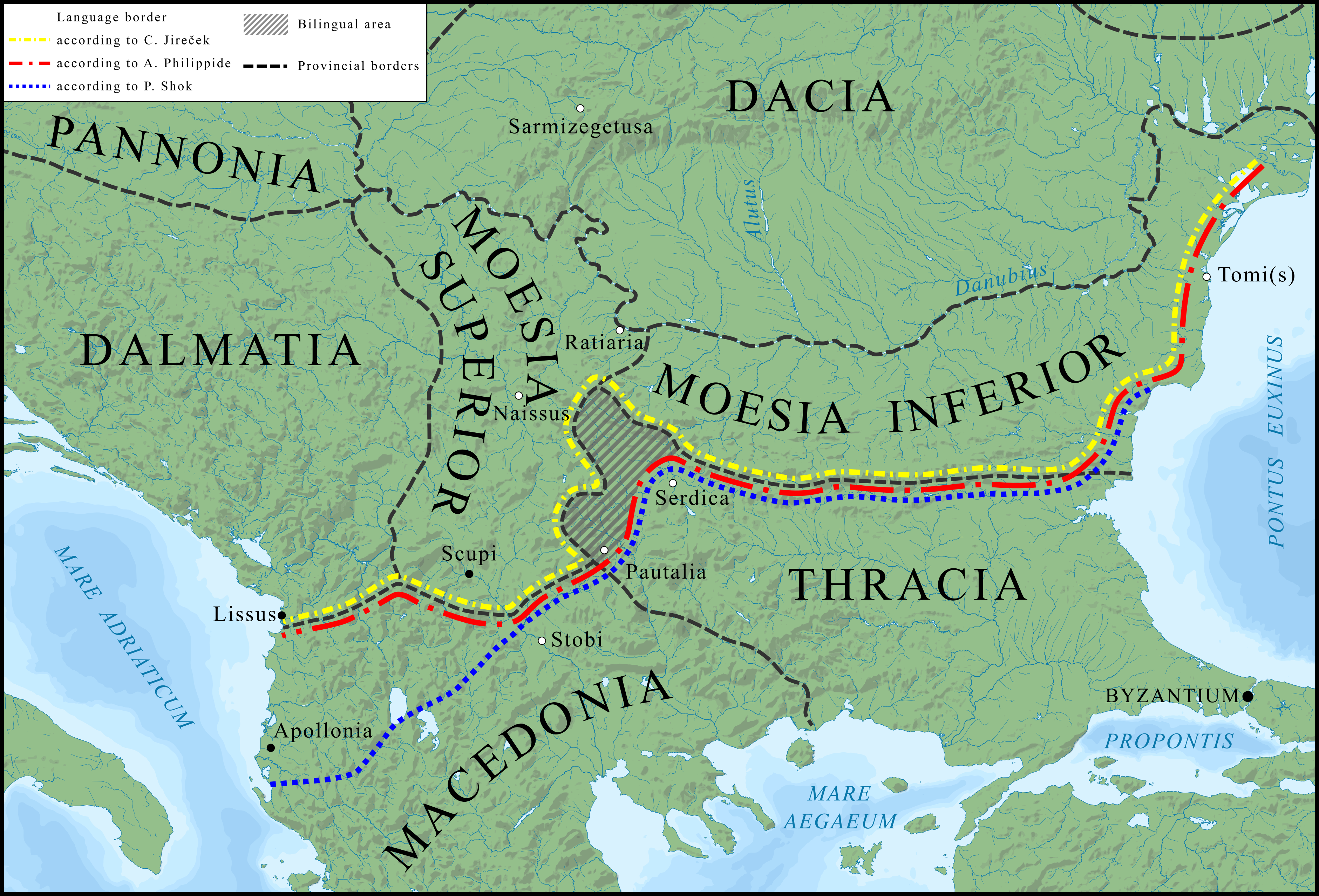
La « Ligne Jireček »

Les Roumains parlent une langue issue des dialectes provinciaux latins parlés au nord de la « ligne Jireček ». Cette ligne marque, à l’époque romaine, la limite entre les provinces méridionales à dominante linguistique grecque et celles où le latin est la langue principale de communication. L’émergence du proto-roumain à partir du latin vulgaire est attestée pour la première fois par l’expression « torna, torna, frater » (« retourne-toi, retourne-toi, frère »), mentionnée dans le contexte d’une opération militaire de l’Empire romain d'Orient en 587 ou 588., Le soldat qui la prononce, « dans sa langue natale », parle un dialecte roman oriental des monts Balkans.
Grigore Nandris affirme que le vocabulaire roumain suggère que les ancêtres des Roumains sont « réduits à une vie pastorale en montagne et à l’agriculture dans les piémonts » après la chute du pouvoir romain. De nombreux mots roumains d’origine incertaine sont liés au pastoralisme : baci (« berger en chef »), balegă (« fiente ») et brânză (« fromage ») en sont des exemples. D’autres termes, liés à une forme plus sédentaire d’élevage, sont empruntés aux langues slaves, comme coteţ (« poulailler »), grajd (« étable ») ou stână (« bergerie clôturée »),.
Le roumain conserve des termes latins relatifs à l’agriculture et les noms latins de certaines cultures, mais une part importante de son lexique agricole provient d’une population slave,. Le premier groupe comprend par exemple a ara (« labourer »), a semăna (« semer »), a culege (« récolter »), a secera (« faucher »), grâu (« blé »), in (« lin ») et furcă (« fourche »). En revanche, des mots comme a croi (« tailler »), a plivi (« arroser »), brazdă (« sillon »), cobilă (« corde de joug »), coasă (« faux »), lopată (« pelle ») et bien d'autres sont d’origine slave,.
Le vocabulaire religieux roumain présente aussi une dualité : on y trouve un petit nombre de termes latins de base, mais un grand nombre d’emprunts proviennent du vieux-slave d’église. Le roumain ne conserve aucun terme latin lié à une société urbaine développée.
L’ethnogenèse des Roumains ne peut être comprise uniquement à travers les sources écrites, les premiers témoignages concernant leurs ancêtres n’apparaissant qu’au XIe siècle siècle dans les textes d’historiens byzantins. Les sources médiévales parlent alors d’une population romanophone sous l’exonyme valaque ou ses équivalents, tous issus du terme slave commun désignant les locuteurs du latin., Les premières mentions concernent les Valaques présents au centre de la péninsule balkanique.,

## Basse époque romaine

### La Scythie Mineure et lelimesdu Bas-Danube (vers 270 – vers 700)

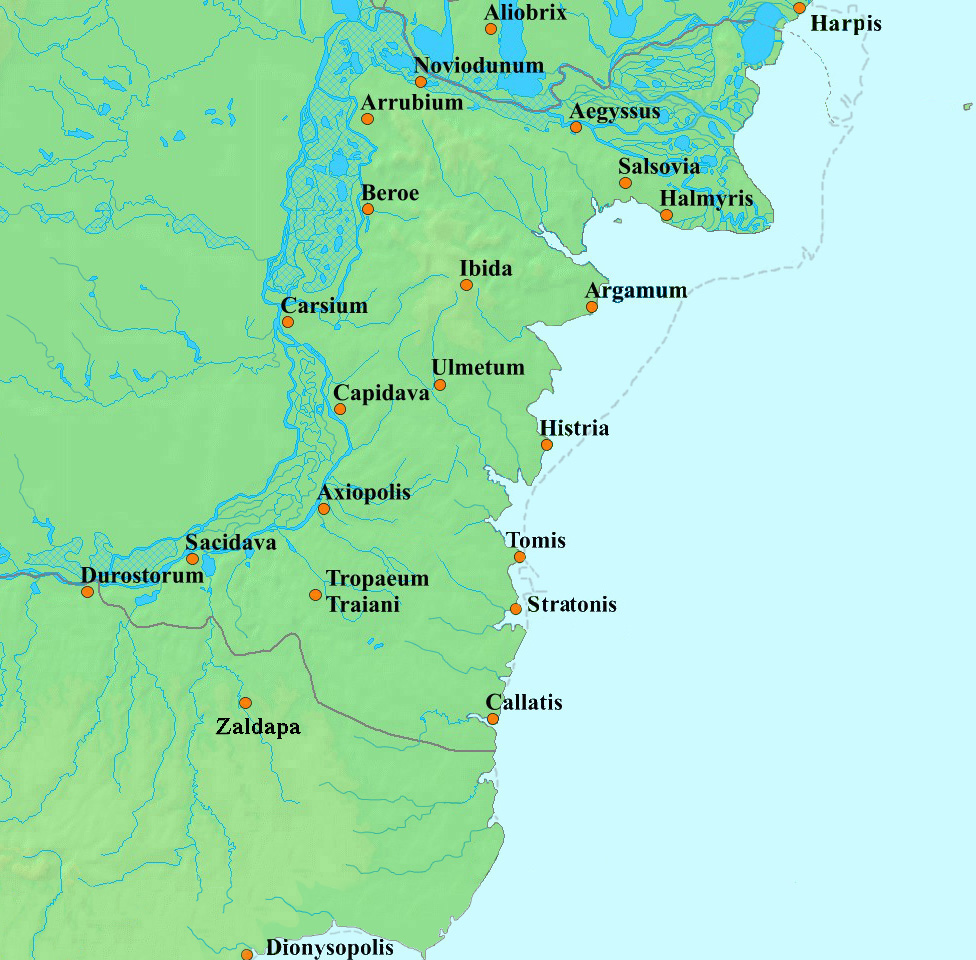
La Scythie Mineure : une province tardo-romaine issue de la division de l’ancienne Mésie inférieure vers 293

Le territoire situé entre le Danube inférieur et la mer Noire reste pleinement intégré à l’Empire romain, même après l’abandon de la Dacie de Trajan. Ce territoire est transformé en province distincte sous le nom de Scythie Mineure aux alentours de 293. Avant l’an 300, les Romains construisent de petits forts à Dierna (ro) et en d’autres endroits sur la rive nord du Danube, dans la région correspondant aujourd’hui au Banat., Des monnaies romaines, principalement en bronze, sont découvertes dans cette région.
L’existence de communautés chrétiennes en Scythie Mineure est attestée sous le règne de l’empereur Dioclétien (284–305). Lui et ses co-empereurs ordonnent la persécution des chrétiens dans tout l’Empire, causant la mort de nombreux fidèles entre 303 et 313., Sous le règne de Constantin le Grand (306–337), un pont est construit sur le Danube à Sucidava, un nouveau fort (Constantiana Daphne) est édifié, et d’anciennes routes sont réparées en Oltenie. Le Danube inférieur redevient la frontière septentrionale de l’Empire au plus tard en 369, lorsque l’empereur Valens rencontre Athanaric – chef des Goths – au milieu du fleuve, ce dernier ayant juré de « ne jamais poser le pied sur le sol romain ».
Les Huns détruisent Drobeta et Sucidava dans les années 440, mais les forts sont restaurés sous le règne de l’empereur Justinien Ier (527–565). Des monnaies de l’Empire romain d'Orient datées de la première moitié du VIe siècle siècle témoignent d’une présence militaire importante en Oltenie– une région où la poterie conserve également des formes héritées de la tradition romaine. Bien que les empereurs byzantins versent des tributs annuels à leurs voisins pour maintenir la paix dans les Balkans, les Avars lancent régulièrement des incursions en Scythie Mineure à partir des années 580. Les Romains abandonnent Sucidava en 596 ou 597, mais Tomis, dernière ville de Scythie Mineure à résister aux envahisseurs, ne tombe qu’en 704.

### Au nord du limes (vers 270 – vers 330)
La Transylvanie et le nord du Banat, qui faisaient partie de la province de Dacie, n'entretiennent plus de contact direct avec l'Empire romain à partir des années 270. Aucune preuve n’atteste une invasion de ces territoires dans les décennies suivantes. Les villes, comme Apulum et Ulpia Traiana Sarmizegetusa, ainsi que leurs alentours, restent habités, mais l’espace urbain décline. L’existence de communautés chrétiennes locales est envisageable à Porolissum, Potaissa et dans d’autres établissements. Toutefois, les éléments de preuve — principalement des poteries portant des symboles tels que le signe du Chi-Rho (Χ-Ρ) et d’autres marques chrétiennes — sont jugés « obscurs et mal compris » selon les archéologues Haynes et Hanson.
Des urnes funéraires retrouvées dans des cimetières de la fin du IIIe siècle à Bezid (ro), Mediaș et dans d'autres sites transylvaniens présentent des analogies claires avec des vestiges retrouvés à l’est des Carpates, ce qui suggère que les Carpes sont les premiers nouveaux arrivants dans l’ancienne province depuis les régions voisines., D'autres groupes carpes, poussés par les Goths, quittent aussi leur territoire d’origine et cherchent refuge dans l’Empire romain vers l’an 300. Néanmoins, les « Carpo-Daces » sont encore mentionnés parmi les peuples « mélangés aux Huns » aussi tard qu’en 379.
Les Sarmates du Banat, alliés de l’Empire, sont impliqués dans une campagne militaire romaine contre leurs ennemis goths en 332., Certains Sarmates sont intégrés à l’Empire dès 379, tandis que d’autres groupes restent établis dans les plaines de la Tisza jusqu’aux années 460.,

### Gutthiuda: le pays des Goths (vers 290 – vers 455)

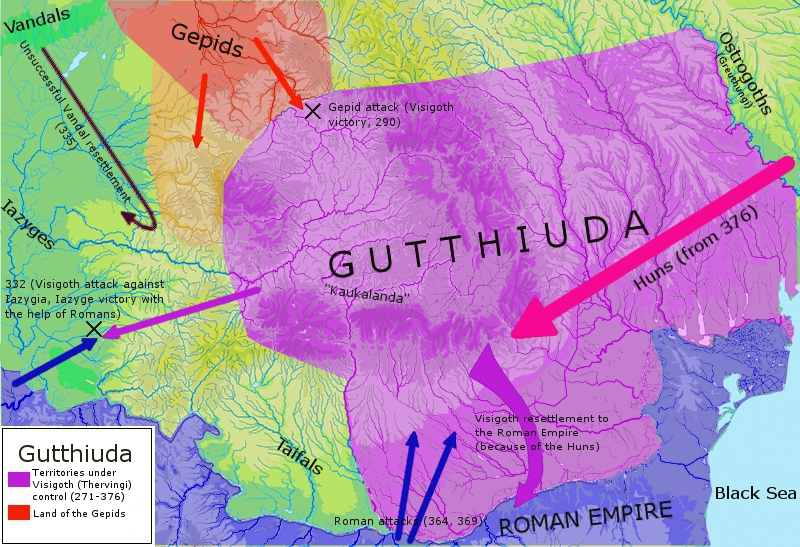
Gutthiuda, le territoire des Thervinges

Les Goths commencent à pénétrer les territoires situés à l’ouest du Dniestr à partir des années 230. Deux groupes distincts émergent rapidement, séparés par le fleuve : les Thervinges et les Greuthunges. L’ancienne province de Dacie est contrôlée vers 350 par « les Taïfales, les Victohales et les Thervinges »,,.
Le succès des Goths se manifeste par l’expansion de la culture multinationale de Sântana de Mureș-Cherniakhov. Des établissements relevant de cette culture apparaissent en Moldavie et en Valachie à la fin du IIIe siècle, et en Transylvanie après 330. Ces territoires sont habités par une population sédentaire pratiquant l’agriculture et l’élevage. L’artisanat se développe dans les villages, notamment la poterie et la fabrication de peignes. La poterie fine tournée constitue un objet caractéristique de la période, tandis que des coupes modelées à la main selon la tradition locale continuent d’être produites., Des socs de charrue comparables à ceux des provinces romaines voisines ainsi que des fibules de style scandinave révèlent des échanges avec ces régions. Les villages de type Sântana de Mureș-Cherniakhov, parfois étendus sur plus de 20 hectares, ne sont pas fortifiés et se composent de deux types d’habitations : des fonds de cabane semi-enterrés aux parois en clayonnage et torchis, et des bâtiments de surface à murs en bois crépis. Les cabanes semi-enterrées, caractéristiques depuis longtemps des régions à l’est des Carpates, apparaissent désormais jusque dans les steppes pontiques.,

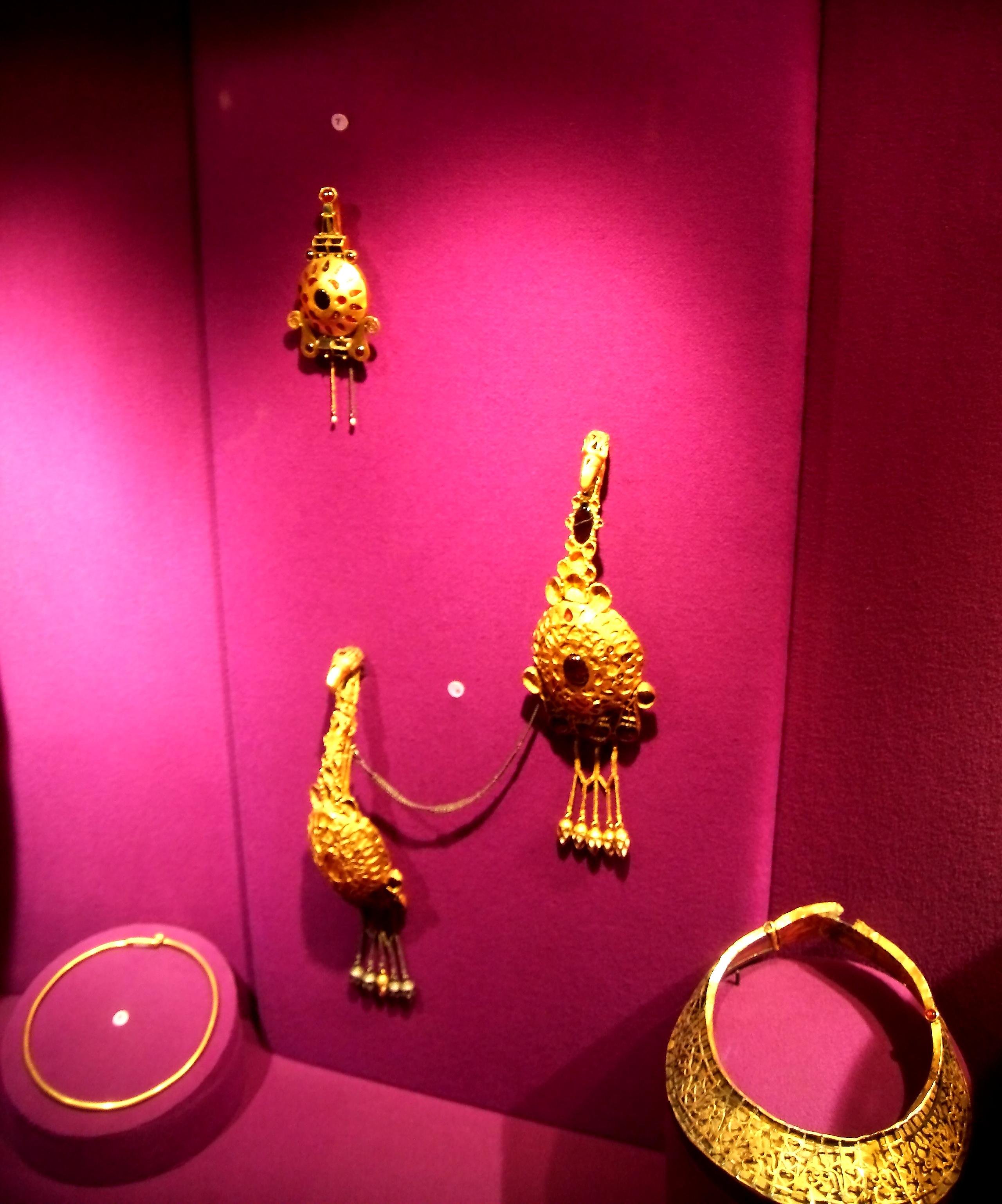
Pièces du trésor de Pietroasa

La Gutthiuda multinationale est divisée en unités politiques appelées kuni, chacune dirigée par un chef tribal ou reiks. En cas d’urgence, un conseil de chefs élit un chef suprême, désigné comme iudex regum (« juge des rois ») par Ambroise de Milan,. Les premiers missionnaires auprès des Goths sont des prisonniers chrétiens. Wulfila (Ulfilas), lui-même descendant d’un captif cappadocien, est ordonné évêque « des chrétiens dans le pays des Goths » en 341., Expulsé de la Gutthiuda lors d’une persécution des chrétiens, Wulfila se réfugie en Mésie en 348.
La domination gothique s’effondre à l’arrivée des Huns, qui attaquent les Thervinges en 376. La plupart des Thervinges se réfugient dans l’Empire romain, suivis de nombreux Greuthungs et Taïfales. Toutefois, des groupes goths importants restent établis au nord du Danube. Ainsi, Athanaric « se retire avec tous les siens en Caucalanda » — sans doute dans la vallée de l’Olt — d’où ils chassent les Sarmates. Un trésor de monnaies romaines frappées sous Valentinien Ier et Valens suggère que les portes de l’amphithéâtre d’Ulpia Traiana Sarmizegetusa sont murées à la même époque. Le trésor de Pietroasa, enfoui vers 450, atteste également la présence d’un chef tribal ou religieux goth dans les régions situées entre les Carpates et le bas Danube. Il contient un torque portant l’inscription GUTANI O WI HAILAG, que Malcolm Todd interprète comme « Dieu qui protège les Goths, très saint et inviolable ».

### Gepidia: le pays des Gépides (vers 290 – vers 630)

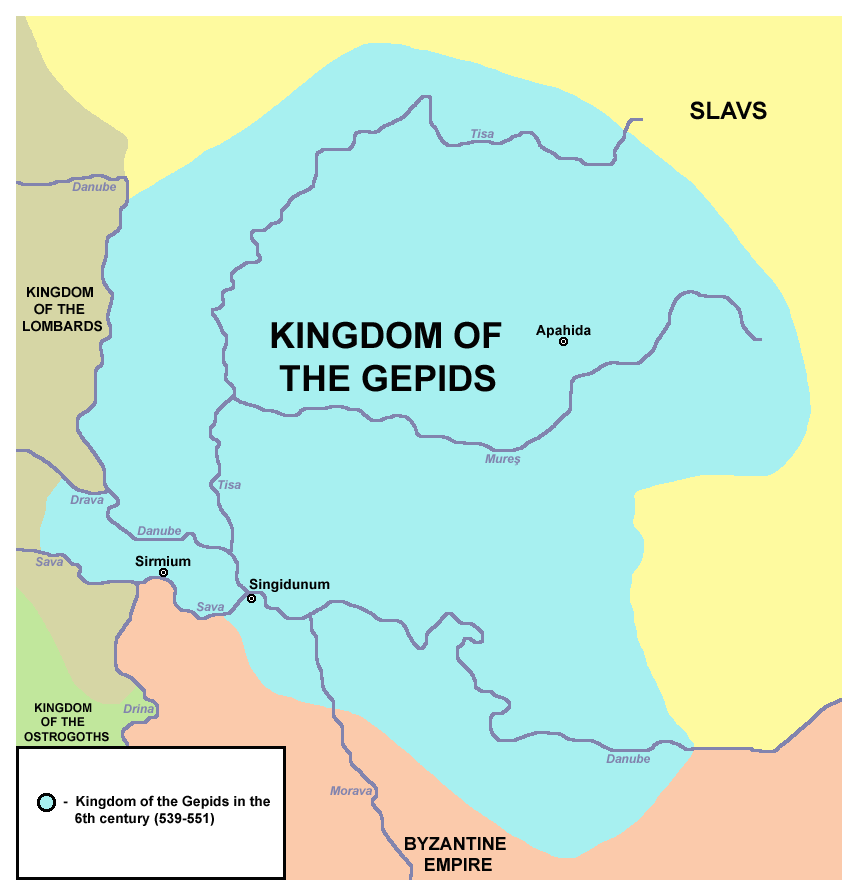
La Gepidia à son extension maximale

La première mention des Gépides — un peuple germain oriental proche des Goths — figure dans un panégyrique prononcé en 291. L’auteur anonyme y relate que les Thervings livrent alors « bataille contre les Vandales et les Gépides » ,. Le cœur d’une première Gepidia, dans les plaines situées au nord-ouest des monts Meseș (ro), semble se situer autour de Șimleu Silvaniei, où des objets précieux d’origine romaine datés du début du Ve siècle ont été mis au jour.
Les Huns imposent leur autorité sur les Gépides dans les années 420, mais ces derniers restent unis sous le règne de leur roi Ardaric. Bien qu’il soit l’un des favoris d’Attila, Ardaric déclenche une révolte contre les Huns à la mort d’Attila en 453., Les Gépides recouvrent leur indépendance et « règnent en vainqueurs sur l’ensemble de la Dacie »,.

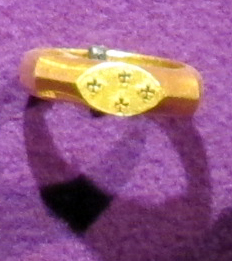
Bague en or à croix découverte dans la

Trois tombes fastueuses (ro) mises au jour à Apahida témoignent de la richesse acquise par les souverains gépides grâce à leurs relations avec l’Empire romain d’Orient., Une bague en or ornée de croix retrouvée dans l’une des tombes indique que son propriétaire est chrétien. Jean de Biclar mentionne un évêque gépide adepte de l’arianisme, ce qui suggère une conversion par l’intermédiaire des Goths ariens.
De nouveaux établissements apparaissent le long des rivières Mureș, Someș et Târnava, ce qui reflète une période de stabilité en Gepidia jusqu’en 568 environ. Les populations de Biharia, Cenad, Morești (ro) et d’autres villages vivent dans des cabanes semi-enterrées à toit à pignon, sans foyer ni four. Elles sont principalement agricoles, mais la présence de métiers à tisser, de peignes et d'autres objets témoigne de l’existence d’ateliers locaux. Des contacts commerciaux entre la Gepidia et des régions lointaines sont attestés par la découverte de perles d’ambre et de fibules fabriquées en Crimée, en Mazovie ou en Scandinavie.
L’invasion des Avars en 568 met fin à l’indépendance de la Gepidia. Des sources écrites indiquent la survie de groupes gépides à l’intérieur de l’Empire avar. Ainsi, des troupes romaines d’Orient « rencontrent trois établissements gépides » dans les plaines de la Tisza en 599 ou 600.,

### L’Empire hunnique (vers 400 – vers 460)

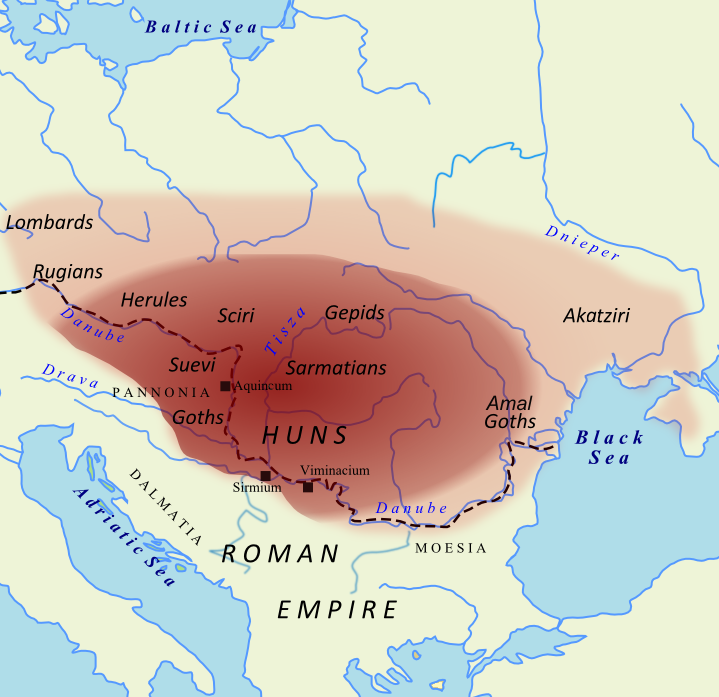
L’Empire hunnique vers 450

Les Huns, peuple d’origine incertaine, mènent une vie nomade et se déplacent « avec leurs chariots » dans les années 370. Archers émérites à cheval, ils imposent progressivement leur autorité à un nombre croissant de peuples voisins. Le premier chef hun connu dont le centre de pouvoir se situe dans la région du Bas-Danube est Uldin, qui agit d’abord comme allié, puis comme ennemi de l’Empire romain d’Orient entre 401 et 408.,
À partir des années 420, le gouvernement romain d’Orient verse un tribut annuel aux Huns. L’afflux d’or impérial transforme profondément la société hunnique. L’apparition d’une monarchie centralisée est attestée par le témoignage de Priscus de Panium, envoyé romain d’Orient auprès du roi des Huns, Attila, en 448. À cette époque, le goth est couramment parlé à la cour royale, puisque « les sujets des Huns » parlent « outre leur propre langue barbare, soit le hunnique, soit le gothique, ou — pour ceux qui commercent avec les Romains d’Occident — le latin ».
Les Huns imposent leur domination à une population sédentaire. Priscus évoque un village où lui-même et son escorte reçoivent « du millet au lieu de blé » et du « medos (hydromel) au lieu de vin ». La mort soudaine d’Attila en 453 déclenche une guerre civile entre ses fils. Les peuples soumis se soulèvent et remportent la victoire lors de la bataille de la Nedao en 454., Les restes de l’Empire hunnique se replient dans les steppes pontiques. L’un de leurs groupes est autorisé à s’installer en Scythie Mineure en 460.

## Après les premières migrations

### Entre Huns et Avars (vers 450 – vers 565)
Les derniers objets de la culture de Sântana de Mureș-Cherniakhov, autrefois largement répandus en Gutthiuda — comme la vaisselle fine et les armes — datent d’une période s’achevant vers 430. Selon Coriolan H. Opreanu, cette époque se caractérise par des « déplacements de population » entraînant l’abandon de nombreux villages et l’apparition de nouveaux établissements. Les sites de Botoșana, Dodești et d’autres localités situées à l’est des Carpates témoignent d’une simplification des formes de poterie et d’un recul de l’usage du tour rapide à partir des années 450. Au même moment, des cabanes semi-enterrées avec four en pierre ou en argile apparaissent en Moldavie et en Valachie,,, formant des habitats éphémères occupant moins de 5 hectares. Les populations locales pratiquent une forme d’agriculture itinérante, sans amendement des sols. Les variations régionales dans la céramique suggèrent l’existence de communautés isolées par des marécages, des forêts ou des collines. Par exemple, à Cândești, la production de poterie au tour reste importante ; Târgșoru Vechi est caractérisé par des vases contenant des tessons concassés, tandis qu’un spécimen typique de la culture Kolochin (en) est retrouvé dans la vallée de Budureasca.
On connaît peu de cimetières datant de la seconde moitié du Ve siècle, ce qui laisse penser à une crémation courante sans recours à des urnes ou à des fosses. En revanche, la vaste nécropole biritualiste de Sărata-Monteoru (ro) contient plus de 1 600 sépultures par crémation, soit dans des urnes tournées, soit dans des fosses sans urne. De petits cimetières à inhumation sont également mis au jour à Nichiteni (ro) et à Secuieni.
Jordanès, Procope de Césarée et d'autres auteurs du VIe siècle désignent sous les noms de « Sklavènes » et « Antes » les populations établies au nord du bas Danube. Les Antes lancent leur première incursion au sud du fleuve en 518. Après avoir conclu un traité avec l’Empire romain d’Orient en 545, les Sklavènes commencent à piller les provinces balkaniques. Les deux peuples capturent de nombreux prisonniers lors de leurs raids, mais ils les intègrent volontiers « comme hommes libres et amis ».,
Les noms des chefs des Sklavènes ou des Antes dans la première moitié du VIe siècle ne sont pas connus, ce qui semble confirmer les affirmations des auteurs anciens selon lesquelles ces peuples vivent « sous un régime démocratique »., Cette interprétation est renforcée par l’épisode du « faux Chilbudius » rapporté par Procope : un jeune serf antien « parlant la langue latine » est envoyé en mission diplomatique par les siens auprès de l’Empire romain d’Orient en 545.
La disparition des pièces en bronze et en or dans les sites situés au nord du bas Danube indique une « fermeture économique de la frontière » de l’Empire romain d’Orient entre 545 et 565. Cette période est également marquée par une tendance à l’unification culturelle en Moldavie, en Oltenie et en Valachie. Les poteries modelées à la main portant des motifs incisés similaires suggèrent l’existence d’un « répertoire de symboles transrégionaux partagés » par les potiers ou les consommateurs. Des pots, des fusaïoles et d’autres objets ornés de croix ou de svastikas sont mis au jour à Cândești, à Lozna et sur d’autres sites. L’usage de plats en argile pour la cuisson du pain se diffuse depuis les régions situées au sud et à l’est des Carpates vers celles au nord du bas Danube et au-delà du Dniestr.

### L’Empire avar (vers 565 – vers 800)
Les Avars s’emparent de la Gepidia en 567, moins d’une décennie après leur arrivée en Europe. Ce sont des pasteurs nomades qui s’installent dans les plaines. Des étriers découverts à Sânpetru German comptent parmi les plus anciens objets attribués aux Avars en Roumanie. Ils reçoivent des produits agricoles des communautés paysannes établies dans leurs domaines et de peuples voisins placés sous leur domination. En 578, l’empereur Justin II engage les Avars pour attaquer les Sklavènes, qui ont repris leurs incursions contre l’Empire à cette époque. Les noms de certains chefs sklavènes sont mentionnés pour la première fois peu après. L’un d’entre eux, Musocius, « est appelé rex dans la langue barbare ».,
Des sépultures masculines accompagnées de chevaux mises au jour à Aiud et Band attestent la présence avare en Transylvanie au début du VIIe siècle. Leurs nécropoles sont généralement situées à proximité de mines de sel. Des éperons — jamais découverts dans un contexte avar mais courants dans les territoires des Slaves occidentaux — sont retrouvés à Șura Mică et Medișoru Mare (ro), ce qui suggère l’emploi de cavaliers non avars au VIIIe siècle.
Les grandes nécropoles dites « avares tardives », utilisées sur plusieurs générations entre 700 et 800 environ, indiquent « un haut degré de sédentarisation » de l’ensemble de la société. L’Empire avar s’effondre après que les Francs lancent trois campagnes contre ses territoires les plus occidentaux entre 791 et 803. Peu après, les Bulgares attaquent les Avars depuis le sud-est, et Charlemagne installe des groupes avars en Pannonie.

### Émergence de nouvelles puissances (vers 600 – vers 895)
La région du bas Danube connaît une période de stabilité après la formation de l’Empire avar. Les sites archéologiques en Moldavie, Oltenie et Valachie sont caractérisés par la popularité croissante des poteries modelées à la main, marquées d’empreintes digitales, et par la diminution du nombre de nécropoles identifiables. L’Arménien Anania de Shirak, géographe du VIIe siècle, décrit le « grand pays de Dacie » comme habité par des Slaves répartis en « vingt-cinq tribus ».

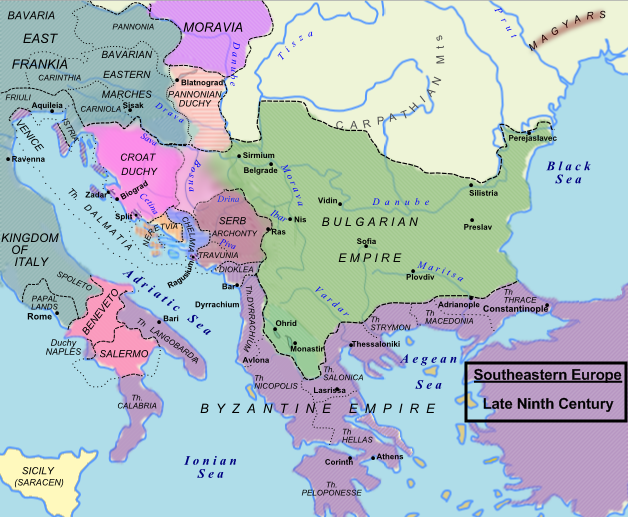
Les terres bulgares au nord du Danube au IXe siècle, après les conquêtes de Krum, Omourtag et Presian

Des villages formés de cabanes semi-enterrées avec fours en pierre apparaissent en Transylvanie vers 600.,, Leur réseau se développe le long des rivières Mureș, Olt et Someș., Le groupe dit de « Mediaș », caractérisé par des nécropoles à crémation ou mixtes, émerge près des mines de sel. Les vocabulaires hongrois et roumain relatifs à l’exploitation du sel sont d’origine slave, ce qui suggère une présence prolongée de travailleurs slaves dans ces mines., Des toponymes d’origine slave comme Bistrița (« rapide »), Crasna (« belle » ou « rouge »), Sibiu (« cornouiller »), et d’autres encore, attestent aussi la présence slave en Transylvanie.,
Les Bulgares, peuple turcophone, s’établissent à l’ouest du Dniestr vers 670.,, Après leur victoire sur l’empereur byzantin Constantin IV lors de la bataille d'Ongal en 680 ou 681, ils occupent la Dobroudja et fondent le Premier Empire bulgare., Ils soumettent ensuite plusieurs tribus voisines., La grande diversité des pratiques funéraires reflète le caractère multiethnique de l’empire. Même parmi les Bulgares, certains pratiquent l’inhumation, d’autres la crémation. La slavisation des Bulgares commence rapidement, bien qu’une distinction nette existe initialement entre eux et leurs sujets.
Selon Opreanu, une « nouvelle synthèse culturelle » connue sous le nom de culture de Dridu se développe vers 680 dans la région du bas Danube. L’apparition de nouveaux villages et de grandes nécropoles reflète une croissance démographique constante au VIIIe siècle. Les habitats de type Dridu sont non fortifiés, dominés par des cabanes semi-enterrées traditionnelles, bien que quelques maisons de plain-pied aient été fouillées à Dodești, Spinoasa (ro) et ailleurs.

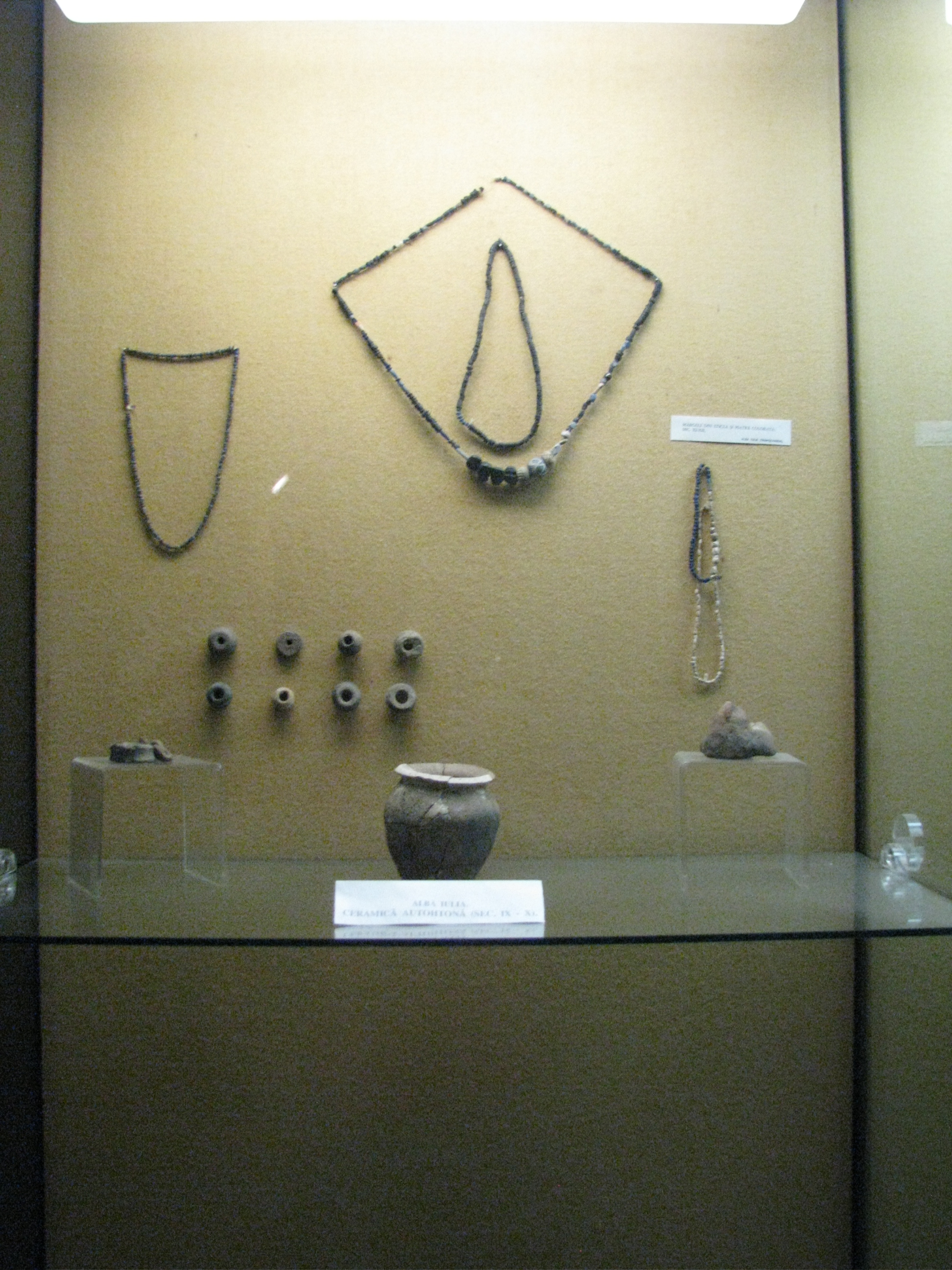
Objets et céramiques du IXe–XIe siècle provenant de la région d’Alba Iulia

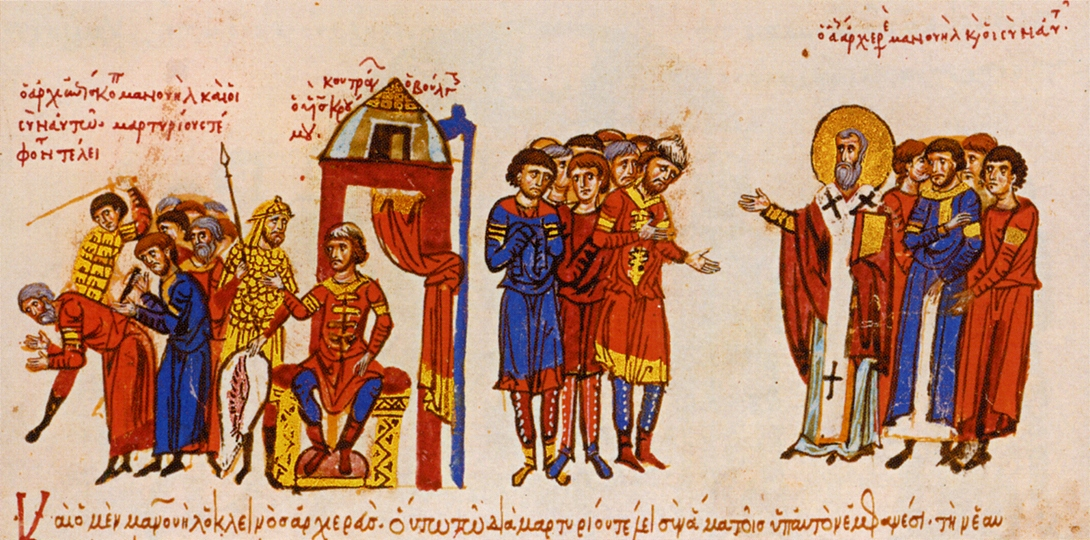
Omourtag persécute les chrétiens dans son empire

Les communautés de Dridu produisent des poteries fines grises ou jaunâtres, mais la vaisselle modelée à la main reste majoritaire. De la céramique fine grise est également retrouvée dans les nécropoles dites « Blandiana A » du IXe siècle, dans la région d’Alba Iulia, qui forme une « enclave culturelle » en Transylvanie., À proximité, des sépultures orientées ouest-est forment le groupe distinct dit de Ciumbrud (ro).,, Les accessoires féminins découverts dans ces tombes sont très proches de ceux retrouvés dans les nécropoles chrétiennes de Bulgarie et de Moravie., Plus anciens sont les cimetières à crémation du groupe « Nușfalău–Someșeni », en Transylvanie du Nord-Ouest, dont les tumuli des VIIIe–IXe siècles rappellent les kourganes des territoires slavo-orientaux.,,
Les auteurs contemporains évoquent rarement l’Europe du Sud-Est au haut Moyen Âge. Ainsi, les Annales royales franques mentionnent brièvement en 824 des Abodrites vivant « en Dacie, près de la frontière bulgare », à l’occasion de l’arrivée de leurs envoyés à Aix-la-Chapelle. Le territoire de la Bulgarie s’étend sous le règne de Kroum (vers 803–814),, qui s’empare d’Andrinople et déporte au nord du Danube au moins 10 000 habitants de la ville en 813. Les ambitions de son fils Omourtag (814–831) dans les régions du Dniepr et de la Tisza sont attestées par deux colonnes érigées en mémoire de chefs militaires bulgares morts noyés dans ces fleuves., En 894, l’empereur Arnulf de Carinthie envoie des émissaires en Bulgarie pour « demander qu’on ne vende pas de sel aux Moraves »,, ce qui suggère un contrôle bulgare soit sur les mines de sel transylvaines, soit sur les routes vers la Moravie.
La même année, les Magyars — peuple nomade arrivé dans la région du bas Danube depuis les steppes pontiques vers 837 ou 838 — s’impliquent dans un conflit entre la Bulgarie et l’Empire byzantin au profit de ce dernier., Les Bulgares incitent alors une autre tribu nomade, les Petchénègues, à attaquer les Hongrois à l’est, pendant qu’eux-mêmes les attaquent au sud. Ces attaques coordonnées forcent les Magyars à franchir les Carpates pour chercher une nouvelle patrie.

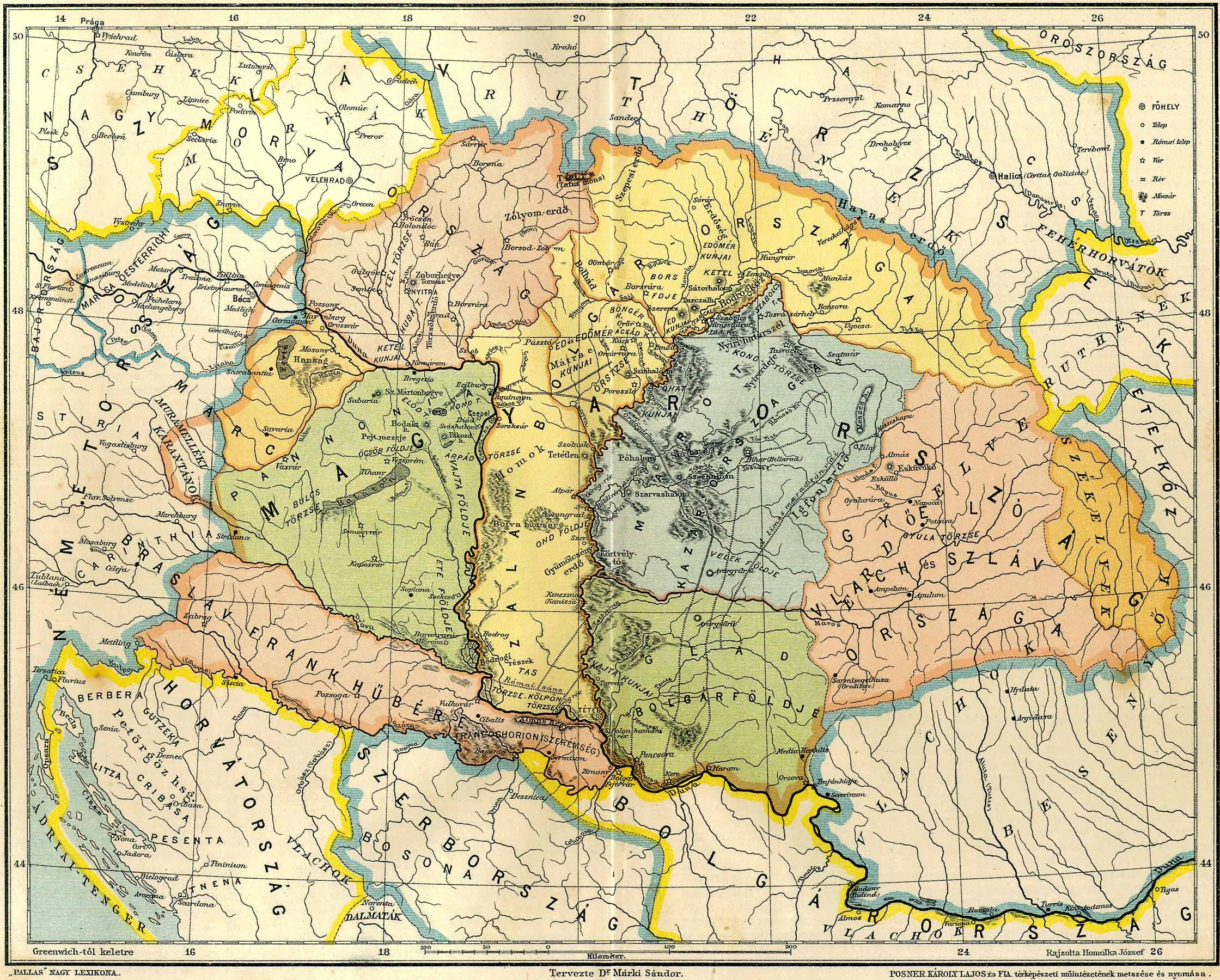
Le bassin des Carpates à la veille de la conquête hongroise, selon la Gesta Hungarorum

Environ trois siècles plus tard, Anonymus (hu), auteur de la Gesta Hungarorum, dresse une liste détaillée des peuples et entités présents dans le bassin des Carpates à la charnière des IXe et Xe siècles. Il évoque la conquête hongroise du bassin des Carpates, sans mentionner Siméon Ier de Bulgarie, Svatopluk Ier de Moravie ou d'autres figures connues des sources contemporaines. Il cite en revanche plusieurs personnalités inconnues des autres chroniqueurs., Ainsi, Menumorout règne sur « les peuples appelés Kozár » en Crișana., Il évoque aussi les Sicules (« anciens sujets du roi Attila »), installés dans la région depuis des siècles et ralliés aux Hongrois. Selon lui, le Banat est gouverné par Glad, venu « du château de Vidin ». Glad dispose d’une armée composée de « Coumans, Bulgares et Valaques ». Enfin, Anonymus mentionne Gelou, « un certain Valaque » régnant en Transylvanie sur un territoire peuplé de « Valaques et de Slaves ». Les sujets de Gelou subissent de nombreuses incursions des Coumans et des Petchénègues.

### Formation de nouveaux États et dernières vagues de migrations

#### Premier Empire bulgare après la conversion (864–1018)
Le souverain bulgare Boris Ier se convertit au christianisme orthodoxe en 864,. Il encourage l'usage liturgique des langues vernaculaires, si bien que le vieux-slave est proclamé langue liturgique de l'Église orthodoxe bulgare en 893. Une des plus anciennes inscriptions en alphabet cyrillique—fortement associées à la liturgie slavonne—est retrouvée à Mircea Vodă, en Roumanie. Elle date de 943 et mentionne un "župan Dimitrie".
Des indices de l'influence bulgare sur le territoire de la Roumanie actuelle sont principalement attestés en Valachie. Ainsi, des fragments de conduites d'eau datant des IXe ou Xe siècles ont été mis au jour sur des sites de Bucov, Căscioarele ou Mărăcinele (ro). Aucun bâtiment contemporain dans la région n'est connu pour les avoir utilisés ; il s'agirait plutôt de centres de production destinés à l'exportation vers les centres urbains en essor de Pliska et Preslav.
Les troupes byzantines occupent une grande partie de la Bulgarie sous le règne de l'empereur Jean Ier Tzimiskès (969–976), y compris la Dobroudja. Après sa mort, une révolte anti-byzantine éclate, conduite par quatre frères,. L'un d'eux, David (bg), est tué par des Valaques dans la région frontalière entre l'actuelle Grèce et la Macédoine du Nord. En 1018, les Byzantins conquièrent tout le territoire de l'Empire bulgare et l'archevêque d'Ohrid reçoit en 1020 la juridiction ecclésiastique sur les Valaques de la région,.

#### Les Hongrois dans le bassin des Carpates (vers 895 – vers 1000)

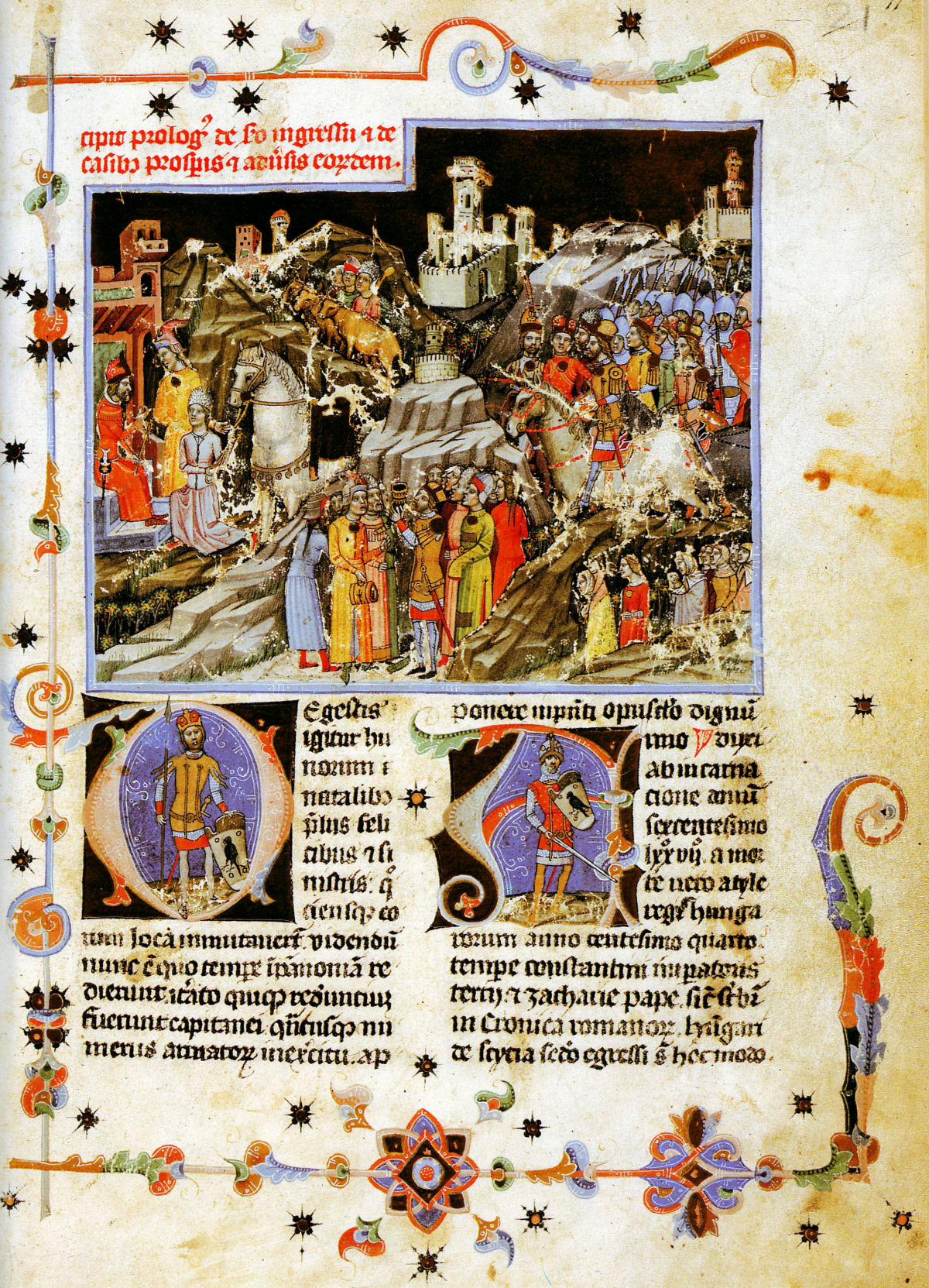
La conquête hongroise dépeinte dans la Chronique illustrée

La route empruntée par les Magyars pour franchir les Carpates lors de la prise de contrôle du bassin des Carpates varie selon les sources. Selon la Gesta Hungarorum, ils traversent les cols du nord en direction des plaines, contournant la Transylvanie,, et n'envahissent les régions situées à l'est de la Tisza qu'après avoir conquis celles à l'ouest. La Gesta indique que le Valaque Gelou meurt au combat contre les Hongrois, et que ses sujets choisissent comme chef Tétény, l'un des dirigeants magyars. Anonymus relate aussi la défaite de Menumorout, mais affirme qu'il conserve le pouvoir en Crișana jusqu'à sa mort, après avoir donné sa fille en mariage à Zolta, héritier d'Árpád.,
La Chronique illustrée donne une version différente : les Hongrois fuient par les cols orientaux des Carpates vers la Transylvanie, où ils « restent paisiblement » et « reposent leurs troupeaux » avant de se diriger vers l'ouest. Vers 900, de petites nécropoles d'inhumation de type "groupe de Cluj"—orientées ouest-est, souvent avec des restes de chevaux—apparaissent de part et d'autre des Monts Apuseni. Leur caractère militaire indique qu'elles forment une « double ligne défensive » face aux Petchénègues. Les nécropoles transylvaines de ce groupe se situent autour de mines de sel.
L'empereur Constantin VII Porphyrogénète identifie « l'ensemble de l'installation »Constantin Porphyrogénite : De Administrando Imperio (ch. 40), p. 177. des Hongrois aux terres où coulent les rivières Criș, Mureș, Timiș, Tisza et Toutis (probablement la Bega), vers 950. La concentration d'objets d'origine byzantine au confluent de la Mureș et de la Tisza montre que cette région constitue alors un centre de pouvoir régional. Le siège du chef magyar Gyula (hu), baptisé à Constantinople vers 952, se situerait vraisemblablement dans cette zone. Toutefois, les chroniques hongroises l'associent plutôt à la Transylvanie. Les toponymes issus du lexique nomade magyar—notamment des noms propres ou de tribus comme Decea, Hotoan ou Ineu—suggèrent une implantation magyare majeure en Transylvanie à partir des années 950., Un cimetière de la culture dite de Bijelo Brdo (hr)—début Xe – XIe siècle—a été mis au jour à Deva.

### «Patzinakia»: le pays des Petchénègues (v. 895 – v. 1120)

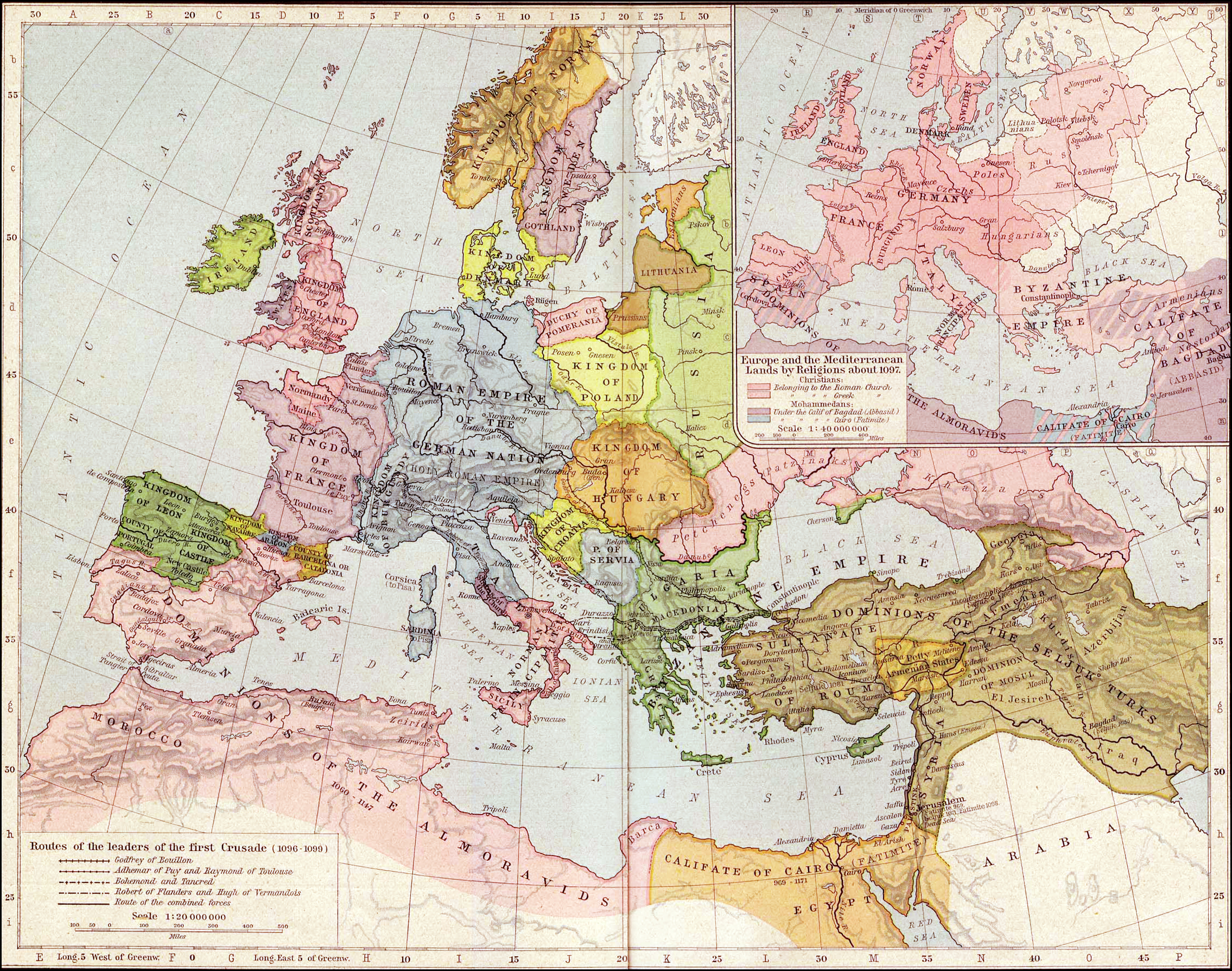
L’Europe en 1097

Les Petchénègues, un peuple turcophone, prennent le contrôle des territoires à l’est des Carpates aux dépens des Hongrois vers 895., L’empereur Constantin VII Porphyrogénète écrit qu’environ en 950, deux « provinces » ou « clans » petchénègues (nommés « Kato Gyla » et « Giazichopon »)Constantin Porphyrogénète : De Administrando Imperio (ch. 37), p. 169. se trouvent en Moldavie et en Valachie. Ce changement de domination n’affecte pas significativement les villages sédentaires de culture « Dridu »., Les établissements, majoritairement situés près des rivières ou des lacs, restent non fortifiés. La présence petchénègue au sein de ces communautés est attestée par des découvertes sporadiques d’objets « nomades » tels que des plaques de harnachement. Des mors à embouchure rigide et des étriers ronds — innovations du début du Xe siècle — sont également mis au jour en Moldavie et en Valachie. Les nécropoles locales révèlent qu’à la fin du Xe siècle, l’inhumation remplace la crémation.
La Saga d'Eymund (en) relate que des Petchénègues (Tyrkir) accompagnés de Blakumen « et bien d’autres gens peu recommandables »Eymund's Saga (ch. 8), p. 79–80. sont impliqués dans les luttes de succession de la Rus' de Kiev en 1019. Une inscription runique du XIe siècle retrouvée sur l’île de Gotland mentionne qu’un Varègue fut tué « lors d’un voyage » par des Blakumen.,, Les termes Blökumen et Blakumen pourraient désigner des Valaques vivant à l’est des Carpates, bien qu’une traduction par « hommes noirs » ne soit pas exclue. Des graffitis représentant des navires et dragons de style scandinave ont été découverts dans le complexe rupestre de Basarabi.
De grands groupes de Petchénègues, poussés vers l’ouest par les Ouzes, trouvent refuge dans l’Empire byzantin en 1046–1047. Toutefois, certaines populations petchénègues demeurent au nord du bas Danube même après cette date. Plusieurs d’entre elles sont intégrées au Royaume de Hongrie dans les décennies suivantes, notamment en Transylvanie méridionale et dans d’autres régions.

### Renaissance byzantine et Second Empire bulgare (années 970 – v. 1185)

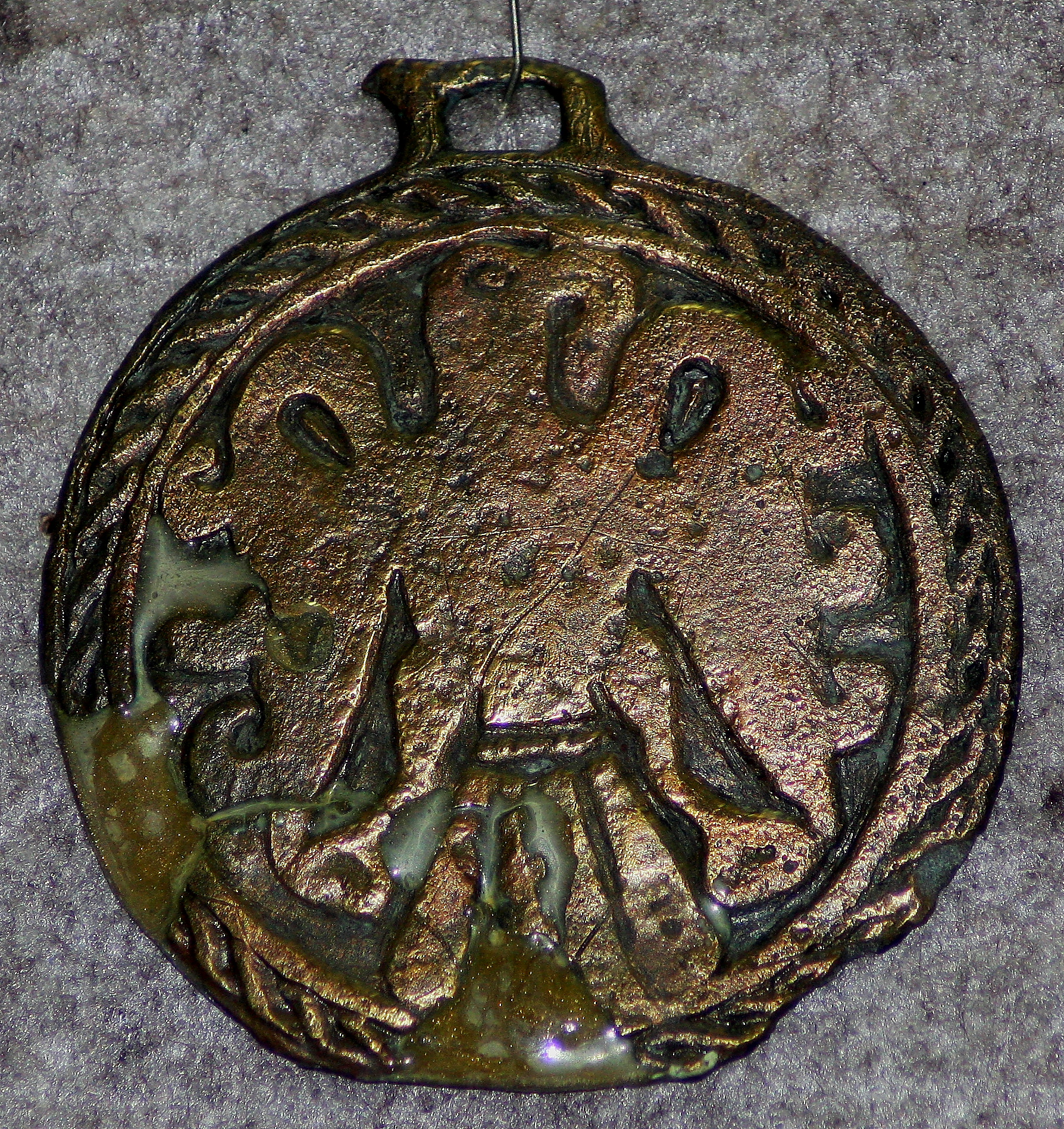
Un pendentif découvert dans la forteresse byzantine de Păcuiul lui Soare

Vers 971, l’empereur Jean Ier Tzimiskès établit le thème de Paristrion dans les territoires situés entre les montagnes des Balkans et le bas Danube., Des bases navales sont construites à Capidava, Noviodunum et Păcuiul lui Soare (ro) sur le fleuve. Les Bulgares et les Valaques vivant dans ces territoires annexés manifestent souvent leur hostilité envers le pouvoir impérial. Anne Comnène rapporte que des Valaques locaux montrent « le chemin à travers les cols » des Balkans aux Coumans envahisseurs en 1094. Pour autant, des Valaques servent dans l’armée impériale, notamment lors d’une campagne contre le royaume de Hongrie en 1166.
De nouveaux impôts imposés par les autorités impériales déclenchent une révolte des Valaques et des Bulgares en 1185, qui conduit à la fondation du Second Empire bulgare. Le statut prééminent des Valaques dans le nouvel État est attesté par les récits de Robert de Clari et d'autres auteurs occidentaux, qui désignent soit le nouvel État, soit ses régions montagneuses, sous le nom de « Valaquie » jusqu’aux années 1250.

### Royaume de Hongrie (v. 1000 – 1241)

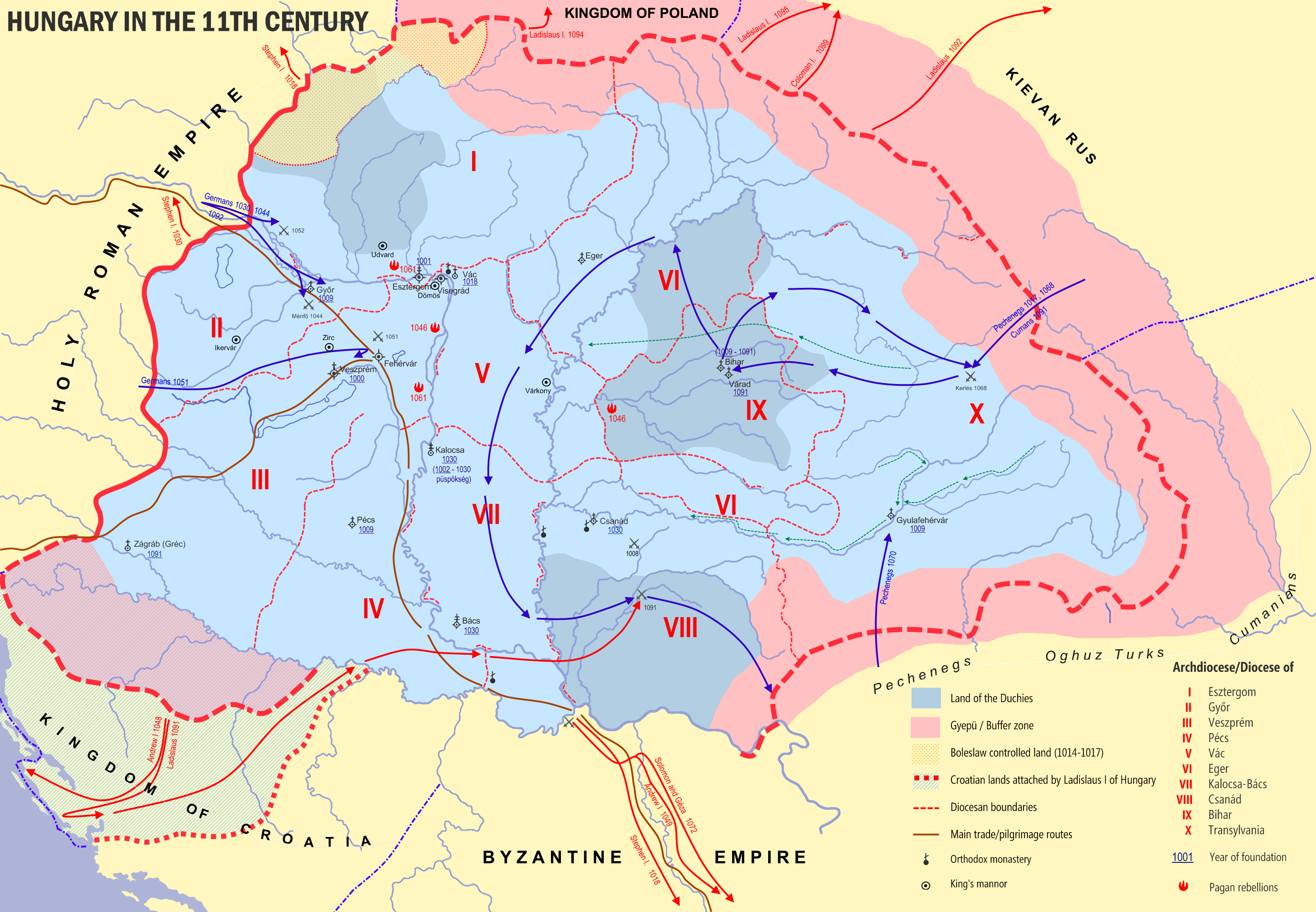
Le Royaume de Hongrie à la fin du XIe siècle

Étienne Ier, premier roi couronné de Hongrie dont le règne débute en 1000 ou 1001, unifie le bassin des Carpates. Vers 1003, il lance une campagne contre « son oncle maternel, le roi Gyula » et occupe la Transylvanie., Étienne se retourne ensuite contre Ahtum, « baptisé dans la foi orthodoxe à Vidin », et conquiert le Banat. Hartvik (en), hagiographe d’Étienne, rapporte que le roi « divise ses territoires en dix évêchés ».Hartwick, Vie du roi Étienne de Hongrie (8), p. 383. Sur le territoire de la Roumanie actuelle, trois diocèses catholiques sont établis à Alba Iulia, Oradea (initialement à Biharea), et Cenad.
L’administration royale repose sur les comitats, organisés autour de forteresses royales. Des mentions de ispán (comtes) d’Alsó-Fehér (Alba) en 1097, et de Bihor en 1111, témoignent de la mise en place du système comital. Dans le Banat et la Crişana, les comitats restent sous autorité directe du roi, mais un haut officier, le voïvode (en), supervise les ispáns de Transylvanie dès la fin du XIIe siècle.
L’extension vers l’est des villages de culture « Bijelo Brdo » le long de la Mureş se poursuit au XIe siècle. Des chaudrons et des huttes à foyers creusés dans le sol les caractérisent. Toutefois, la présence continue de la population locale est attestée par les maisons semi-enterrées à four en pierre de Sfântu Gheorghe, Șimonești, et d’autres localités. Les terres entre les Carpates et la Tisza subissent des incursions des Petchénègues dans les années 1010, des Ouzes en 1085,, et des Coumans en 1091. Les forteresses royales de Cluj, Dăbâca, et d’autres sites en bois et terre sont renforcées après l’attaque de 1068. Dans ces sites apparaissent les « cimetières de Citfalău », en lien avec une législation royale de la fin du XIe siècle imposant aux roturiers d’inhumer leurs morts autour des églises.
Des chartes royales attestent de la présence ancienne des Sicules à Tileagd (Crişana), Gârbova, Saschiz, et Sebeş (Transylvanie). Des groupes sicules de Gârbova, Saschiz et Sebeş sont déplacés vers l’est de la Transylvanie vers 1150, lorsque ces territoires sont concédés à des colons venus d’Europe occidentale. Les Sicules sont organisés en « sièges » et non en comitats, dirigés par un officier royal, le Comte des Sicules, à partir des années 1220. Ils fournissent des services militaires au roi et restent exemptés de l’impôt royal.

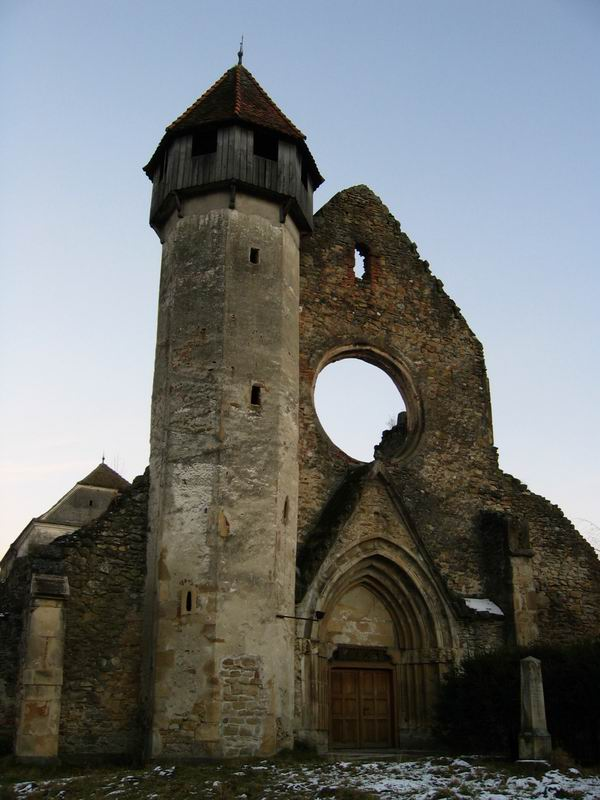
Ruines de l’abbaye cistercienne de Cârţa

Un grand nombre de « colons invités » Flamands, Allemands et Wallons s’installent en Transylvanie vers 1150. Des vases tournés analogues à ceux de Thuringe découverts à Șelimbăr montrent leur niveau technologique. Un compte des revenus royaux des années 1190 révèle qu’ils fournissent près d’un dixième des recettes. En 1224, le roi André II de Hongrie leur accorde des privilèges collectifs pour la région entre Orăştie et Baraolt. La Diploma Andreanum (hu) confirme leur droit d’élire librement prêtres et chefs locaux ; seul le droit de nomination du Comte de Sibiu est conservé par le roi. Les Saxons de Transylvanie — ainsi appelés dès le XIIIe siècle—obtiennent aussi le droit d’« utiliser les forêts des Roumains et des Petchénègues » avec ces derniers.
La plus ancienne charte royale évoquant des Roumains en Transylvanie est liée à la fondation de l’abbaye cistercienne de Cârţa vers 1202, qui reçoit alors des terres auparavant tenues par des Roumains. Une autre charte révèle que des Roumains combattent pour la Bulgarie en 1210, aux côtés de Saxons, Sicules et Petchénègues, sous le commandement du comte de Sibiu. Les Roumains orthodoxes sont dispensés de la dîme due par les paysans catholiques, et ne paient qu’un impôt en nature spécifique, le « cinquantième » sur leurs troupeaux.
L’installation continue avec l’arrivée des Chevaliers teutoniques en Ţara Bârsei en 1211. En 1222, ils reçoivent le droit de traverser librement « les terres des Sicules et des Valaques ». En raison de leur volonté d’indépendance vis-à-vis du roi, André II les expulse en 1225. Il confie ensuite à son héritier Béla le gouvernement de la Transylvanie avec le titre de duc (en)., Béla occupe l’Oltenie et crée la marche de Severin dans les années 1230.,

### «Coumanie»: le pays des Coumans (v. 1060 – 1241)

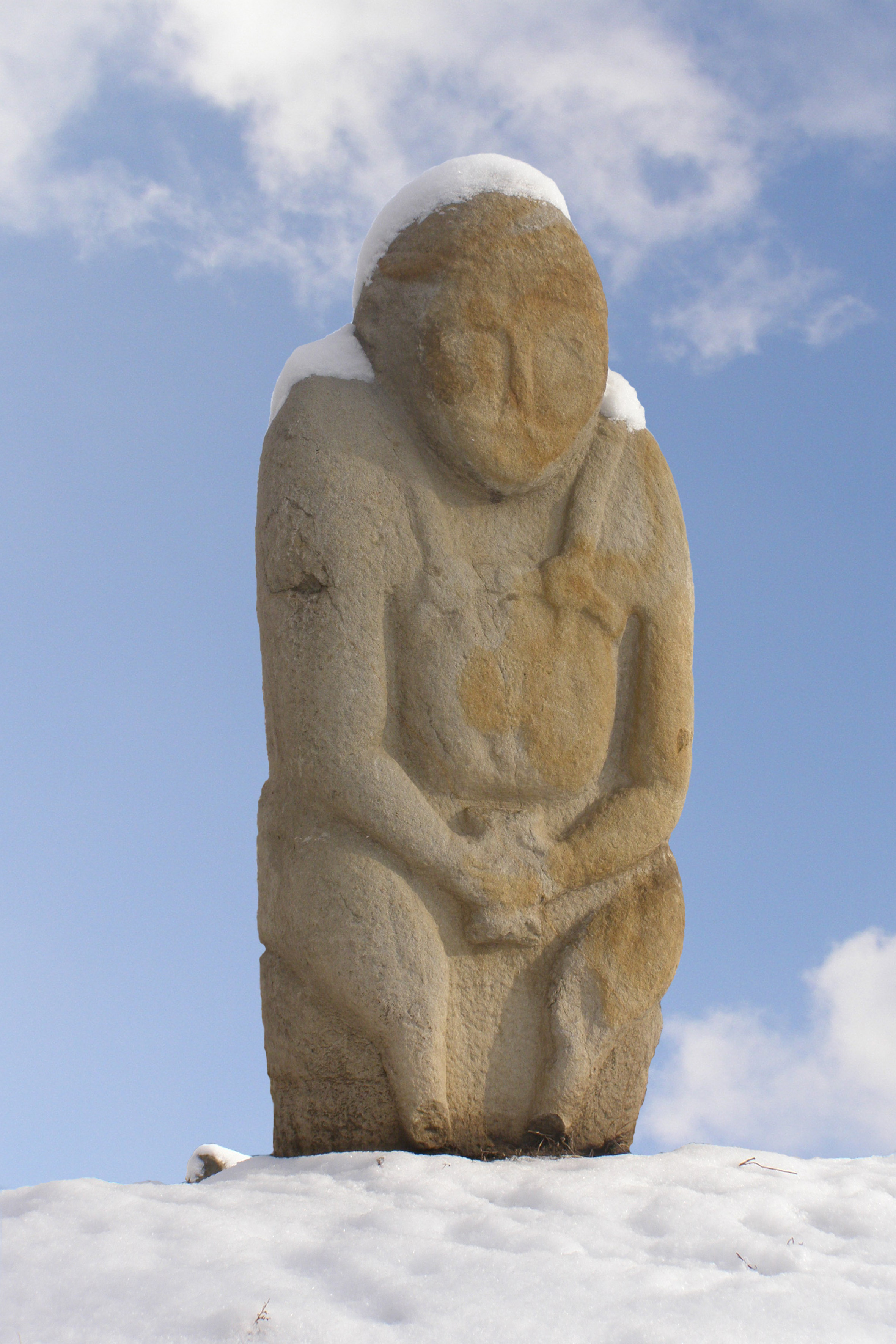
Statue funéraire coumane du XIe siècle à Lougansk (Ukraine)

L’arrivée des Coumans dans la région du bas Danube est attestée pour la première fois en 1055. Une version du XVIIe siècle de la chronique turcique Oghuzname (en) rapporte que Qipchaq, héros ancestral des Coumans, combat les Ulak (Roumains), aux côtés d’autres peuples. Des groupes coumans soutiennent les Bulgares et les Valaques révoltés contre les Byzantins entre 1186 et 1197.
Les villages de culture Dridu des plaines situées à l’est des Carpates sont abandonnés entre 1050 et 1080, tandis que de nouveaux établissements apparaissent sur des hauteurs, sur les deux rives du Prut. La réduction brutale du nombre de sites archéologiques (passant de 300 à 35) — villages, cimetières, trésors monétaires — témoigne d’un déclin démographique prolongé jusqu’au XIIIe siècle. Des troupes byzantines traversant ce territoire vers la Transylvanie y découvrent en 1166 « une terre entièrement dépourvue d’hommes »,.
Une coalition de princes rus' et de tribus coumanes subit une lourde défaite face aux Mongols lors de la bataille de la Kalka en 1223. Peu après, Boricius, chef couman, reçoit le baptême et reconnaît la suzeraineté du roi de Hongrie. Le Diocèse catholique de Coumanie (en) est établi sur ses territoires en 1228. Une lettre de 1234 du pape Grégoire IX mentionne « un certain peuple au sein du diocèse couman appelé Walati » (Valaques), qui parvient même à convaincre des Hongrois et des Allemands catholiques d’accepter l’autorité de prélats orthodoxes.

### Invasion mongole (1241–1242)

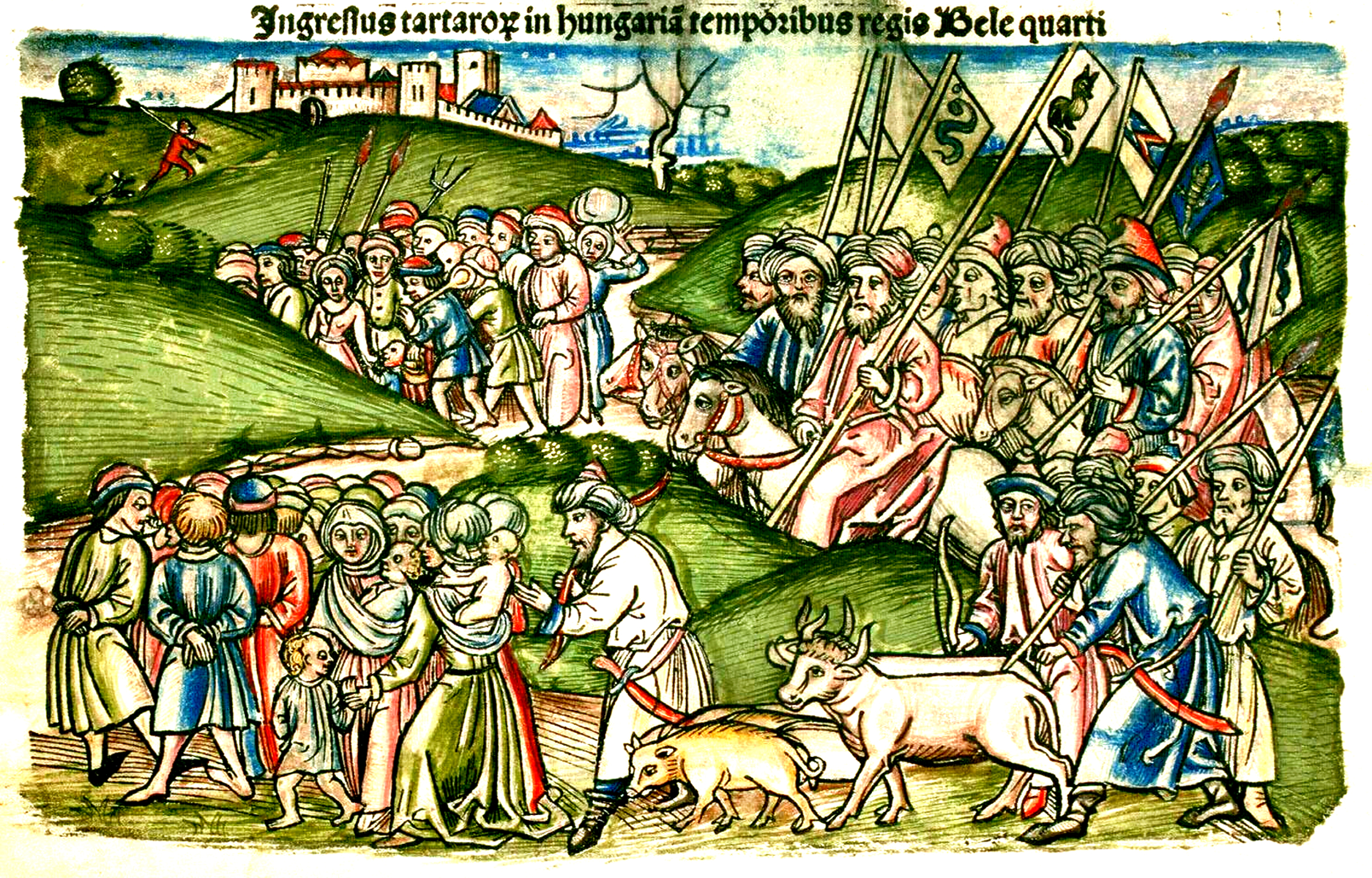
L’invasion mongole du royaume de Hongrie représentée dans la Chronica Hungarorum de Johannes de Thurocz

Les Mongols, qui décident d’envahir l’Europe en 1235, attaquent les Coumans en 1238. D’importants groupes de Coumans cherchent alors refuge en Bulgarie et en Hongrie. Les Mongols franchissent les Carpates en mars 1241, détruisent peu après « le riche village des Allemands » (Rodna),Épître du maître Roger (ch. 20), p. 167. et prennent Bistrița, Cluj, ainsi qu’Oradea. Une autre armée mongole « avance par le Qara-Ulagh » (« Valaques noirs »), et défait leur chef, un certain « Mişlav (en) ». Les Mongols pénètrent également en Transylvanie, mettent à sac Alba Iulia, Sibiu, les abbayes de Cârţa et Igriș, ainsi que Cenad.
L’invasion dure un an. Les Mongols ravagent de vastes régions du royaume avant de se retirer inopinément en 1242. Matthieu Paris et d’autres chroniqueurs contemporains considèrent l’invasion comme un « signe de l’Apocalypse »., Des villages entiers sont détruits, beaucoup ne sont jamais reconstruits. Une charte royale de 1246 indique qu’Alba Iulia, Harina, Gilău, Mărișelu, Tășnad et Zalău sont presque entièrement dépeuplées. Une autre charte de 1252 mentionne que Zec, un village situé sur l’Olt, est totalement abandonné.

« Après la dévastation de la région, ils [les Mongols] entourèrent le grand village avec une force combinée de Tatars, de Russes, de Coumans et de prisonniers hongrois. Ils envoyèrent d’abord les prisonniers hongrois en première ligne et, lorsqu’ils furent tous massacrés, les Russes, les Ismaélites (hu) et les Coumans engagèrent le combat. Les Tatars, postés à l’arrière, rirent de leur sort et tuèrent ceux qui fuyaient, soumettant tous ceux qu’ils purent à leurs épées voraces. Après une semaine de combat, jour et nuit, et après avoir comblé le fossé, ils prirent le village. Ils firent alors se tenir debout, d’un côté, les soldats et les dames — nombreuses —, et de l’autre, les paysans. Après les avoir dépouillés de leur argent, de leurs vêtements et de leurs biens, ils les exécutèrent cruellement à la hache et à l’épée, ne laissant que quelques dames et jeunes filles qu’ils emmenèrent pour leur divertissement. »

— 

## Sources
- P. M. Barford, The Early Slavs: Culture and Society in Early Medieval Eastern Europe, Cornell University Press, 2001 (ISBN 0-8014-3977-9)
- Mihai Bărbulescu, The History of Transylvania, vol. I (until 1541), Romanian Cultural Institute, 2005, 137–198 p. (ISBN 973-7784-04-9), « From the Romans until the End of the First Millenium AD »
- Ioan Bolovan, Florin Constantiniu, Paul E. Michelson, Ioan Aurel Pop, Cristian Popa, Marcel Popa, Ioan Scurtu, Kurt W. Treptow, Marcela Vultur et Larry L. Watts, A History of Romania, The Center for Romanian Studies, 1997 (ISBN 973-98091-0-3)
- István Bóna, History of Transylvania, Akadémiai Kiadó, 1994, 62–177 p. (ISBN 963-05-6703-2), « From Dacia to Transylvania: The Period of the Great Migrations (271–895); The Hungarian–Slav Period (895–1172) »
- Florin Curta, The Making of the Slavs: History and Archaeology of the Lower Danube Region, c. 500–700, Cambridge, Cambridge University Press, 2001 (lire en ligne)
- Florin Curta, Borders, Barriers, and Ethnogenesis: Frontiers in Late Antiquity and the Middle Ages, Brepols, 2005, 173–204 p. (ISBN 2-503-51529-0), « Frontier Ethnogenesis in Late Antiquity: The Danube, the Tervingi, and the Slavs »
- Florin Curta, Southeastern Europe in the Middle Ages, 500–1250, Cambridge, Cambridge University Press, 2006 (lire en ligne )
- Florin Curta, East Central & Eastern Europe in the Early Middle Ages, The University of Michigan Press, 2008, 181–219 p. (ISBN 978-0-472-11498-6), « Before Cyril and Methodius: Christianity and Barbarians beyond the Sixth- and Seventh-Century Danube Frontier »
- L. Ellis, « Terra deserta: population, politics, and the [de]colonization of Dacia », World Archaeology (en), Routledge, vol. 30, no 2,‎ 1998, p. 220–237 (ISSN 0043-8243)
- Pál Engel, The Realm of St Stephen: A History of Medieval Hungary, 895–1526, I.B. Tauris Publishers, 2001 (ISBN 1-86064-061-3)
- Uwe Fiedler, The Other Europe in the Middle Ages: Avars, Bulgars, Khazars, and Cumans, Brill, 2008, 151–236 p. (ISBN 978-90-04-16389-8), « Bulgars in the Lower Danube region: A survey of the archaeological evidence and of the state of current research »
- John V. A. Fine, The Early Medieval Balkans: A Critical Survey from the Sixth to the Late Twelfth Century, The University of Michigan Press, 1991 (ISBN 0-472-08149-7)
- Vlad Georgescu, The Romanians: A History, Ohio State University Press, 1991 (ISBN 0-8142-0511-9)
- Robert A. Jr. Hall, External History of the Romance Languages, American Elsevier Publishing Company, 1974 (ISBN 0-444-00136-0, lire en ligne )
- I. P. Haynes et W. S. Hanson, Roman Dacia: The Making of a Provincial Society, Journal of Roman Archaeology, L.L.C., 2004, 11–31 p. (ISBN 1-887829-56-3), « An introduction to Roman Dacia »
- Peter Heather et John Matthews, The Goths in the Fourth Century, Liverpool University Press, 1991 (ISBN 978-0-85323-426-5)
- Peter Heather, The Fall of the Roman Empire: A New History of Rome and the Barbarians, Oxford University Press, 2006 (ISBN 978-0-19-515954-7)
- Peter Heather, Empires and Barbarians: The Fall of Rome and the Birth of Europe, Oxford University Press, 2010 (ISBN 978-0-19-973560-0)
- Judith Jesch, Ships and Men in the Late Viking Age: The Vocabulary of Runic Inscriptions and Skaldic Verse, Boydell & Brewer, 2001 (ISBN 978-0-85115-826-6)
- Gyula Kristó, Early Transylvania (895–1324), Lucidus Kiadó, 2003 (ISBN 963-9465-12-7)
- C. A. Macartney, The Medieval Hungarian Historians: A Critical & Analytical Guide, Cambridge University Press, 1953 (ISBN 978-0-521-08051-4)
- Paul MacKendrick, The Dacian Stones Speak, The University of North Carolina Press, 1975 (ISBN 0-8078-1226-9)
- Alexandru Madgearu, East Central & Eastern Europe in the Early Middle Ages, The University of Michigan Press, 2005, 103–120 p. (ISBN 978-0-472-11498-6), « Salt Trade and Warfare: The Rise of Romanian-Slavic Military Organization in Early Medieval Transylvania »
- Alexandru Madgearu, The Romanians in the Anonymous Gesta Hungarorum: Truth and Fiction, Romanian Cultural Institute, Center for Transylvanian Studies, 2005 (ISBN 973-7784-01-4)
- Otto J. Maenchen-Helfen, The World of the Huns: Studies in Their History and Culture, University of California Press, 1973 (ISBN 0-520-01596-7)
- László Makkai, History of Transylvania, Akadémiai Kiadó, 1994, 178–243 p. (ISBN 963-05-6703-2), « The Emergence of the Estates (1172–1526) »
- Graham Mallinson, The Romance Languages, Oxford University Press, 1998, 391–419 p. (ISBN 0-19-520829-3), « Rumanian »
- Grigore Nandris, « The Development and Structure of Rumanian », The Slavonic and East European Review, London, Modern Humanities Research Association & University College of London (School of Slavonic and East European Studies), vol. 30, no 74,‎ décembre 1951, p. 7–39
- Coriolan Horaţiu Opreanu, History of Romania: Compendium, Romanian Cultural Institute (Center for Transylvanian Studies), 2005, 59–132 p. (ISBN 978-973-7784-12-4), « The North-Danube Regions from the Roman Province of Dacia to the Emergence of the Romanian Language (2nd–8th Centuries AD) »
- Vladimir Orel, Albanian Etymological Dictionary, BRILL, 1998 (ISBN 90-04-11024-0)
- Peter R. Petrucci, Slavic Features in the History of Rumanian, LINCOM EUROPA, 1999 (ISBN 3-89586-599-0)
- Tudor Sălăgean, History of Romania: Compendium, Romanian Cultural Institute (Center for Transylvanian Studies), 2005, 133–207 p. (ISBN 978-973-7784-12-4), « Romanian Society in the Early Middle Ages (9th–14th Centuries AD) »
- Victor Spinei, The Great Migrations in the East and South East of Europe from the Ninth to the Thirteenth Century, Romanian Cultural Institute (Center for Transylvanian Studies) and Museum of Brăila Istros Publishing House, 2003 (ISBN 973-85894-5-2)
- Victor Spinei, The Romanians and the Turkic Nomads North of the Danube Delta from the Tenth to the Mid-Thirteenth century, Koninklijke Brill NV, 2009 (ISBN 978-90-04-17536-5)
- Paul Stephenson, Byzantium's Balkan Frontier: A Political Study of the Northern Balkans, 900–1204, Cambridge University Press, 2000 (ISBN 978-0-521-02756-4)
- Dan Gh. Teodor, The East Carpathian Area of Romania in the V–XI Centuries A.D., B. A. R., 1980 (ISBN 0-86054-090-1)
- Eugen S. Teodor, Borders, Barriers, and Ethnogenesis: Frontiers in Late Antiquity and the Middle Ages, Brepols, 2005, 205–245 p. (ISBN 2-503-51529-0), « The Shadow of a Frontier: The Wallachian Plain during the Justinian Age »
- E. A. Thompson, The Huns, Blackwell Publishers, 2001 (ISBN 0-631-15899-5, lire en ligne)
- Malcolm Todd, The Early Germans, Blackwell Publishing Ltd., 2003 (ISBN 0-631-16397-2)
- Endre Tóth, History of Transylvania, Akadémiai Kiadó, 1994, 28–61 p. (ISBN 963-05-6703-2), « The Roman Province of Dacia »
- Warren Treadgold, A History of the Byzantine State and Society, Stanford University Press, 1997 (ISBN 0-8047-2630-2)
- Kurt W. Treptow et Marcel Popa, Historical Dictionary of Romania, Scarecrow Press, Inc., 1996 (ISBN 0-8108-3179-1)
- Przemysław Urbańczyk, East Central & Eastern Europe in the Early Middle Ages, The University of Michigan Press, 2005, 139–151 p. (ISBN 978-0-472-11498-6), « Early State Formation in East Central Europe »
- István Vásáry, Cumans and Tatars: Oriental Military in the Pre-Ottoman Balkans, 1185–1365, Cambridge University Press, 2005 (ISBN 0-521-83756-1)
- Gábor Vékony, Dacians, Romans, Romanians, Matthias Corvinus Publishing, 2000 (ISBN 1-882785-13-4, lire en ligne)
- Herwig Wolfram, History of the Goths, University of California Press, 1988 (ISBN 0-520-06983-8)
- Herwig Wolfram, The Roman Empire and Its Germanic Peoples, University of California Press, 1997 (ISBN 0-520-08511-6)
- Jean-René Trochet, Les Romains après Rome - Sociétés, territoires, identités (IVe-XVe siècles), Armand Colin, 2022 (ISBN 9782200634520)